# Žensko pravo glasa
Žensko pravo glasa je izraz kojim se danas označava u svetu uglavnom opšteprihvaćeni koncept prema kojem muškarci i žene imaju jednako pravo glasa, odnosno da je opšte pravo glasa, a s njime i moderni koncept demokratije nezamisliv ukoliko ne uključuje jednakopravnost muškaraca i žena na biralištima. U istorijskom kontekstu taj izraz se odnosi na feministički pokret za žensko pravo glasa koji se pojavio u zapadnim industrijskim državama u 19. veku i kulminirao u 20. veku. Od tih pokreta su najpoznatije bile sufražetkinje, a današnji feministički istoričari ga smeštaju u tzv. feminizam prvog talasa. Danas je žensko pravo glasa prihvaćeno u gotovo svim državama sveta. Jedini izuzetak predstavljaju određene zemlje, gde se ženama ne daje pravo glasa iz verskih razloga.
Počev od sredine 19. veka, osim rada koji žene obavile na širokoj ekonomskoj i političkoj jednakosti i na socijalnim reformama, žene su nastojale da promene zakone o glasanju kako bi im omogućile da glasaju. Nacionalne i međunarodne organizacije su osnovane da bi se koordinisali napori s tim ciljem, posebno Međunarodni savez za žensko pravo glasa (osnovan 1904. u Berlinu, Nemačka), kao i za jednaka građanska prava žena.
Bilo je više slučajeva u poslednjim vekovima kada je ženama selektivno davano, a zatim oduzeto, biračko pravo. Prva provincija na svetu koja je dodelila i održavala biračko pravo bila su Ostrva Pitkern 1838. godine, a prva suverena država bila je Norveška 1913. godine, pošto je Kraljevina Havaji, koja je prvobitno imala opšte pravo glasa 1840. godine, ukinula ovo pravo 1852. godine. Sjedinjene Države su je potom pripojile 1898. U godinama nakon 1869. godine, brojne provincije koje su držale Britanska i Ruska imperija dodeljivale su žensko pravo glasa, a neke od njih su kasnije postale suverene države, poput Novog Zelanda, Australije, i Finske. Žene koje su posedovale imovinu stekle su pravo glasa na Ostrvu Men 1881. godine, a 1893. godine žene u tadašnjoj samoupravnoj britanskoj koloniji Novi Zeland dobile su pravo glasa. U Australiji su žene koje nisu Aboridžinskog porekla progresivno stekle pravo glasa između 1894. i 1911. (federalno 1902). Pre osamostaljenja, u ruskom Velikom vojvodstvu Finska žene su prve na svetu stekle rasno jednako pravo glasa, sa pravom glasa i kandidovanja 1906. godine. Većina zapadnih sila proširila je glasačka prava na žene u međuratnom periodu, uključujući Kanadu (1917), Britaniju i Nemačku (1918), Austriju i Holandiju (1919) i Sjedinjene Države (1920). Značajni izuzeci u Evropi bili su Francuska, gde žene nisu mogle glasati do 1944. godine, Grčka (jednaka glasačka prava za žene tamo nisu postojala do 1952. godine, iako su od 1930. godine pismene žene mogle da glasaju na lokalnim izborima) i Švajcarska (gde su, od 1971. žene su mogle glasati na saveznom nivou, a između 1959. i 1990. žene su imale pravo glasa na nivou lokalnog kantona). Otkako je Saudijska Arabija ženama odobrila glasačka prava (2015), žene mogu glasati u svakoj zemlji koja ima izbore.
Lesli Hjum tvrdi da je Prvi svetski rat promenio popularno raspoloženje:
Doprinos žena ratnim naporima osporavao je pojam fizičke i mentalne inferiornosti žena i otežavao je stanovište da su žene, po konstituciji i po temperamentu, nesposobne za glasanje. Ako su žene mogle da rade u fabrikama municije, izgledalo je i nezahvalno i nelogično uskratiti im mesto na glasačkom štandu. Ali glasanje je bilo mnogo više od puke nagrade za ratni rad; poenta je bila u tome što je učešće žena u ratu pomoglo da se odagnaju strahovi koji su okruživali ulazak žena u javnu arenu.

### Godine dobijanja prava glasa
- Velika Britanija 1918
- SAD 1920
- Jugoslavija 1945
- Liban 1957[10]

### Države gdje ženskog prava glasa nema ili je ograničeno
- Saudijska Arabija — Delimično pravo glasa. Od 2015. godine, žene mogu glasati, ali samo na lokalnom nivou.[11]
- Ujedinjeni Arapski Emirati — Ograničeno, ali će biti prošireno do 2010.[12]
- Vatikan — Nema prava glasa za žene. Jedini izbori su papske konklave, na kojima sudjeluju isključivo muški kardinali.

## Literatura
- Bock, Gisela. Das politische Denken des Suffragismus: Deutschland um 1900 im internationalen Vergleich, in: Gisela Bock: Geschlechtergeschichten der Neuzeit, Goettingen 2014, 168–203.
- Bush, Julia (2007). Women against the vote: female anti-suffragism in Britain. Oxford UP. ISBN 978-0-19-924877-3.
- Crawford, Elizabeth (1999), The Women's Suffrage Movement: A Reference Guide, 1866–1928, worldwide coverage; 800pp; „online”. Архивирано из оригинала 20. 11. 2018. г. Приступљено 24. 03. 2021.
- Fletcher, Ian Christopher, Laura E. Nym Mayhall, and Philippa Levine,, ур. (2000). Women's Suffrage in the British Empire: Citizenship, Nation, and Race. Oxon: Routledge.
- Grimshaw, Patricia (1972). Women's Suffrage in New Zealand. Auckland: Auckland University Press.
- Hannam, June, Mitzi Auchterlonie, and Katherine Holden, International encyclopedia of women's suffrage (Abc-Clio Inc, 2000).
- Hannam, June (2005). „International Dimensions of Women's Suffrage: 'at the crossroads of several interlocking identities'”. Women's History Review. 14 (3–4): 543—560. doi:10.1080/09612020500200438.
- Lloyd, Trevor, Suffragettes International: The Worldwide Campaign for Women's Rights (New York: American Heritage Press, 1971).
- Magarey, Susan (2001). Passions of the First Wave Feminists. Melbourne: Cambridge University Press.
- Markoff, John (2003). „Margins, Centers, and Democracy: The Paradigmatic History of Women's Suffrage”. Signs: Journal of Women in Culture and Society. 29 (1): 85—116. JSTOR 10.1086/375678. S2CID 143397898. doi:10.1086/375678.
- Mayhall, Laura E. Nym (2003). The Militant Suffrage Movement: Citizenship and Resistance in Britain, 1860–1930. Oxford: Oxford University Press. ISBN 978-0-19-515993-6.
- Nolan, Melanie, and Caroline Daley, ур. (1994). Suffrage and Beyond: International Feminist Perspectives. Auckland: Auckland University Press.
- Owens, Rosemary Cullen. (1984). Smashing times: A history of the Irish women's suffrage movement, 1889–1922. Irish Books.. (& Media).
- Raeburn, Antonia (1973). Militant Suffragettes. London: New English Library.. on Great Britain
- Ramirez, Francisco O.; Soysal, Yasemin; Shanahan, Suzanne (1997). „The Changing Logic of Political Citizenship: Cross-National Acquisition of Women's Suffrage Rights, 1890 to 1990”. American Sociological Review. 62 (5): 735—745. JSTOR 2657357. doi:10.2307/2657357.
- Sangster, Joan (2018). One Hundred Years of Struggle: The History of Women and the Vote in Canada. Vancouver, Canada: University of British Columbia Press.
- Sulkunen, Irma, Seija-Leena Nevala-Nurmi; Pirjo Markkola; Gender and Citizenship: International Perspectives on Parliamentary Reforms (2008). Suffrage. Newcastle upon Tyne: Cambridge Scholars Publishing.
- van Wingerden, Sophia A (1999). The Women's Suffrage Movement in Britain, 1866–1928. United Kingdom: Palgrave Macmillan.
- Walker, Cherryl. (1979). The Women's Suffrage Movement in South Africa. Cape Town: Centre for African Studies, University of Cape Town.
- Wright, Clare (2018). You Daughters of Freedom: The Australians Who Won the Vote and Inspired the World. Melbourne: Text Publishing.

### Sjedinjene Države
- Baker, Jean H. (2005). Sisters: The Lives of America's Suffragists. ISBN 0-8090-9528-9.. Hill and Wang, New York.
- DuBois, Ellen Carol and Dumenil, Lynn, eds. (1999). „Through Women's Eyes: An American History with Documents”. 456 (475).
- DuBois, Ellen Carol (1997). Harriot Stanton Blatch and the Winning of Woman Suffrage. New Haven and London: Yale University Press. ISBN 0-300-06562-0.
- DuBois, Ellen Carol (2020). Suffrage: Women's Long Battle for the Vote. New York City: Simon & Schuster. ISBN 978-1-5011-6516-0.
- Flexner, Eleanor (1996). Century of Struggle: The Woman's Rights Movement in the United States. 1959, 1975; Cambridge and London: The Belknap Press of the Harvard University Press. ISBN 0-674-10653-9.. enlarged edition with Foreword by Ellen Fitzpatrick.
- Kraditor, Aileen S.. Ideas of the Woman Suffrage Movement, 1890–1920. (1965).
- Mackenzie, Midge (1975). Shoulder to Shoulder: A Documentary. New York: Alfred A. Knopf. ISBN 0-394-73070-4.
- Terborg-Penn, Rosalyn (1998). African American Women in the Struggle for the Vote, 1850–1920. Bloomington: Indiana University Press. ISBN 978-0-253-33378-0.
- Tetrault, Lisa (2014). The Myth of Seneca Falls: Memory and the Women's Suffrage Movement, 1848–1898. Chapel Hill: University of North Carolina Press.

## Spoljašnje veze
- „World Chronology”. Архивирано из оригинала 05. 07. 2011. г. Приступљено 02. 02. 2011.
- CIA Yearbook: Suffrage
- „"Winning the Vote", international woman suffrage timeline”. Архивирано из оригинала 11. 12. 2002. г. Приступљено 02. 02. 2011.
- Legal Status Of Women In Iowa (1894), Jennie Lansley Wilson.
- Photographs of U.S. suffragettes, marches, and demonstrations
- Photo Essay on Women's Suffrage by the International Museum of Women
- Women's Suffrage, "A World Chronology of the Recognition of Women's Rights to Vote and to Stand for Election".
- „Suffrage in Canada”. Архивирано из оригинала 10. 09. 2006. г. Приступљено 24. 03. 2021.
- Press release with respect to Qatar and Yemen
- UNCG Special Collections and University Archives selections of American Suffragette manuscripts
- Ada James papers and correspondence (1915–1918) – a digital collection presented by the University of Wisconsin Digital Collections Center. Ada James (1876–1952) was a leading a social reformer, humanitarian, and pacifist from Richland Center, Wisconsin and daughter of State Senator David G. James. The Ada James papers document the grass roots organizing and politics required to promote and guarantee the passage of women's suffrage in Wisconsin and beyond.
- „Women's suffrage in Germany”. Архивирано из оригинала 18. 09. 2019. г. Приступљено 02. 02. 2011. – January 19, 1919 – first suffrage (active and passive) for women in Germany
- Suffragists vs. Suffragettes – brief article outlining origins of term "suffragette", usage of term and links to other sources.
- Women in Congress – Information about women who have served in the U.S. Congress including historical essays that cover suffrage.
- Culture Victoria – historical images and videos for the Centenary of Women's Suffrage
- Woman suffragist, Mary Ellen Ewing vs the Houston School Board – „Collection at the University of Houston Digital Library.”. Архивирано из оригинала 18. 05. 2013. г. Приступљено 24. 03. 2021.
- Gayle Olson-Raymer, "The Early Women's Movement", 17-page teaching guide for high school students, Zinn Education Project/Rethinking Schools
- Women's Suffrage and Equal Rights in the Claremont Colleges Digital Library
- Select "Suffrage" subject, at the Persuasive Cartography, The PJ Mode Collection, Cornell University Library
- Timeline and Map of Woman Suffrage Legislation State by State 1838–1919
- Women of Protest: Photographs from the Records of the National Woman's Party
- Detailed Chronology of National Woman's *Digitized items from the [https://www.loc.gov/collections/national-american-woman-suffrage-association/about-this-collection/ National American Women's Suffrage Collection in the Rare Book and Special Collections Division of the Library of Congress
- UP & DOING!, a video re-enactment of the 1894 passage of women's suffrage in South Australia produced by the Parliament of South Australia
- “Let the Women Vote!,” PBS Utah, The Walter J. Brown Media Archives & Peabody Awards Collection at the University of Georgia, American Archive of Public Broadcasting